# Venta
Il Venta (in tedesco Windau, in polacco Windawa, in russo Виндава o Вента) è un fiume che scorre nel nord-ovest della Lituania e nell'ovest della Lettonia. La sua fonte si trova presso il lago Medainio, 5 km a est del lago Biržulio (Contea di Telšiai), 10 km a sud ovest di Užventis, nella Contea di Šiauliai, Municipalità distrettuale di Kelmė in Lituania. 
Užventis trae la sua denominazione dal fiume che l'attraversa.
Il fiume sfocia nel Mar Baltico, nei pressi di Ventspils, in Lettonia.
Le principali città che sorgono lungo il corso del Venta sono Kuršėnai e Mažeikiai in Lituania, Kuldīga e Ventspils in Lettonia. Ha un grande tributario, l'Abava, lungo oltre 130 km.
Altri tributari sono: il Virvyčia lungo 99,7 km e il Varduva lungo 96 km. 
Lungo il suo corso il Varduva segna una parte del confine tra Lettonia e Lituania.